# La Imaginería de Luján en el Templo de Santa María de Guía

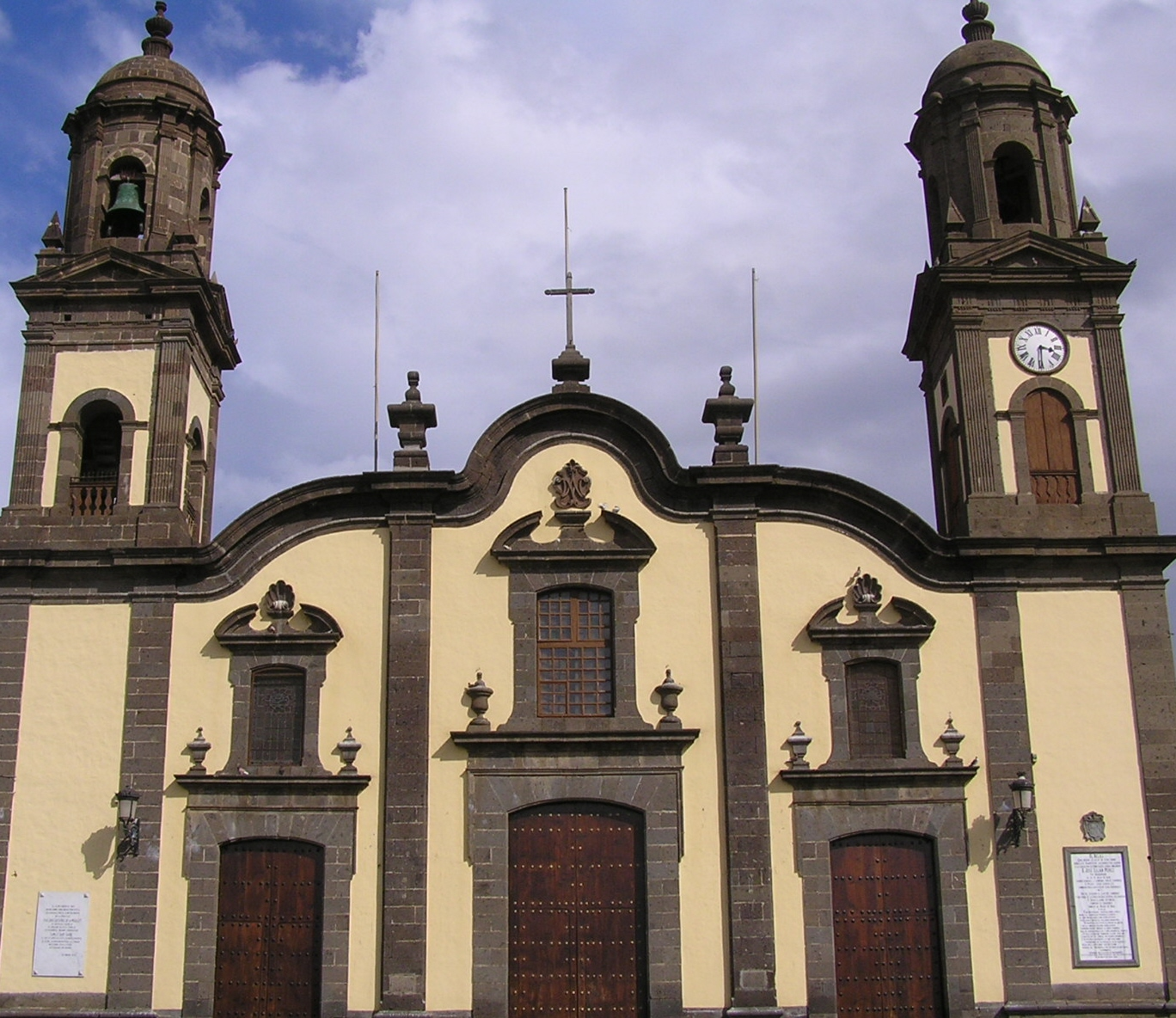
Parroquia de Santa María de Guía de Gran Canaria donde tuvo lugar la exposición sacra.

La Imaginería de Luján en el Templo de Santa María de Guía fue una exposición dedicada al escultor y arquitecto José Luján Pérez para conmemorar el 200 aniversario de su fallecimiento. La exposición estuvo abierta al público desde el 15 de noviembre al 15 de diciembre de 2015 y tuvo como sede la parroquia matriz de Santa María de Guía ubicada en la ciudad de Santa María de Guía, isla de Gran Canaria (España).

## Organización de la exposición
Los actos conmemorativos del bicentenario del fallecimiento del insigne imaginero Luján Pérez que se celebraron en Santa María de Guía durante un mes, estuvieron organizados por el ayuntamiento de Guía, la diócesis de Canarias y la parroquia de Guía.
La comisión que trabajó en el aniversario del escultor estuvo formada por el alcalde de la ciudad, Pedro Rodríguez; la concejala de cultura, María del Carmen Mendoza; el párroco Higinio Sánchez; el canónigo de la catedral de Canarias José Lavandera; el sacerdote Julio Sánchez; el escultor Cayetano Guerra; y el cronista oficial de Santa María de Guía Pedro González-Sosa; con el vicario general de la diócesis de Canarias, Hipólito Cabrera.
La exposición contó con 10 piezas procedentes de la parroquia matriz de Santa María de Guía, de la basílica de Nuestra Señora del Pino en Teror y del templo matriz de Santiago de los Caballeros de Gáldar.
- Nuestra Señora de la Encarnación (Gáldar).
- Señor Predicador (Guía).
- Señor de la Oración en el Huerto (Guía).
- Señor Atado a la Columna (Guía).
- Crucificado de la capilla del Calvario (Guía).
- Crucificado del Altar Mayor (Guía).
- Nuestra Señora de los Dolores (Guía).
- Señor Resucitado (Teror).
- Nuestra Señora de las Mercedes (Guía).
- San Sebastián de Narbona (Guía).

## Actos paralelos
La comisión organizó tres conferencias en la parroquia de Guía que trataron de mostrar la vida y la obra de José Luján Pérez. La primera tuvo lugar el 20 de noviembre y estuvo a cargo del cronista de Guía, Pedro González-Sosa. La segunda conferencia tuvo lugar el día 27, y fue pronunciada por el investigador y sacerdote diocesano Julio Sánchez. La última tuvo lugar el 10 de diciembre, y estuvo a cargo del archivero municipal Sergio Aguiar.
El domingo 22 de noviembre tuvo lugar un concierto en la parroquia matriz y el aula Luján Pérez inauguró otra muestra en la casa de la Cultura.
El 15 de diciembre, día del fallecimiento del homenajeado, tuvo lugar una solemne eucaristía en memoria de Luján Pérez, presidida por el vicario general de la diócesis de Canarias, Hipólito Cabrera. Ese día se inauguró en san Roque, sobre la superficie donde estuvo el primer cementerio de Guía y en el que, según la tradición fue sepultado Luján Pérez, una escultura con una placa alusiva.